# آندرش اولسون
آندرش اولسون (سوئدی: Anders Olsson؛ زادهٔ ۱۹ ژوئن ۱۹۴۹) نویسنده، استاد دانشگاه استکهلم، منتقد ادبی، و شاعر اهل سوئد است. وی از سال ۲۰۰۸ با به عضویت آکادمی سوئد انتخاب شده و کرسی شماره ۴ این آکادمی را در اختیار دارد. اولسون از ۱۳ آوریل ۲۰۱۸ و تا زمان انتخاب دبیر جدید، سمت دبیری آکادمی را برعهده دارد.